# Мардарий (Хоныков)
Аггел Гавриил к деве низпослася,

  иже предстоит ей зело страшася.

Благодатная, радуйся взывая

  и Божий совет вечный открывая.

Со гласом же Сын слово воплотися

  и Дева, мати чистая явися.

Святым же Духом свыше осененна

  и в рожестве бысть Дева неврежденна.

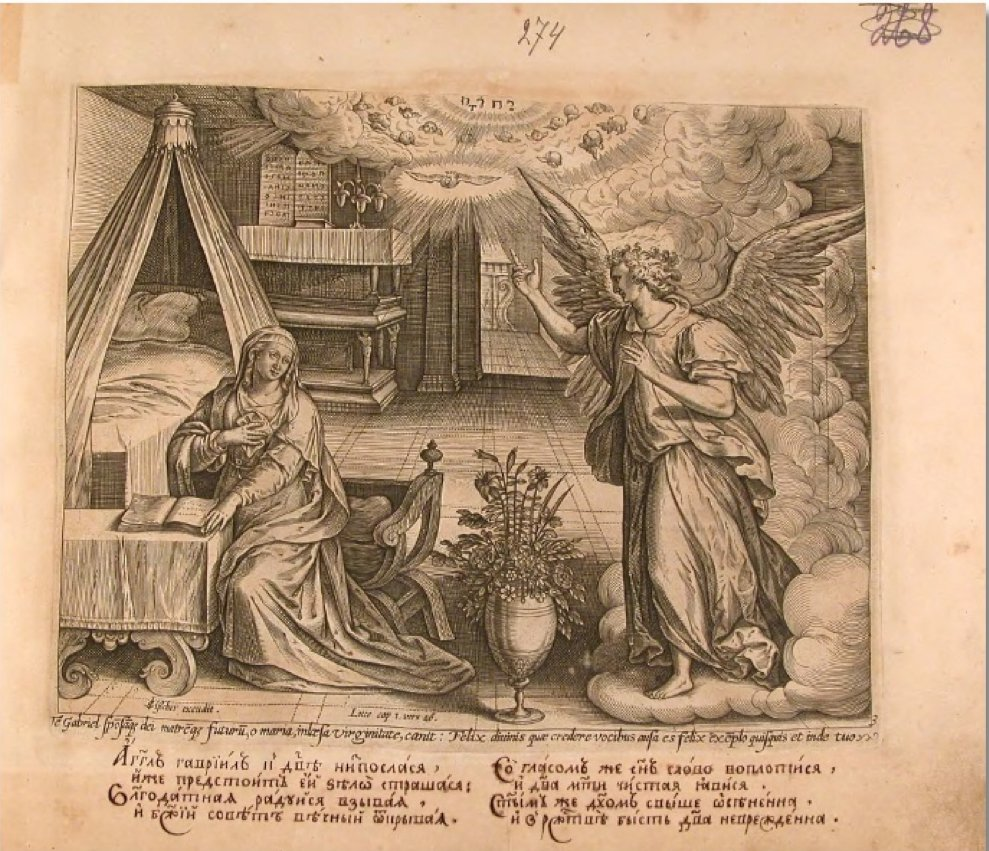
Гравюра из «Лицевой Библии Пискатора» c виршами Мардария (Хоныкова): № 276. (Лука 1.26)
Аггел Гавриил к деве низпослася,
иже предстоит ей зело страшася.
Благодатная, радуйся взывая
и Божий совет вечный открывая.
Со гласом же Сын слово воплотися
и Дева, мати чистая явися.
Святым же Духом свыше осененна
и в рожестве бысть Дева неврежденна.

Мардарий Хоныков (или Хоников) — монах, поэт, переводчик второй половины XVII века, в 1679 году сочинивший более трёх тысяч объяснительных (славянских) виршей к лицевой Библии Пискатора (большей частью перевод латинских стихов).

## Биография

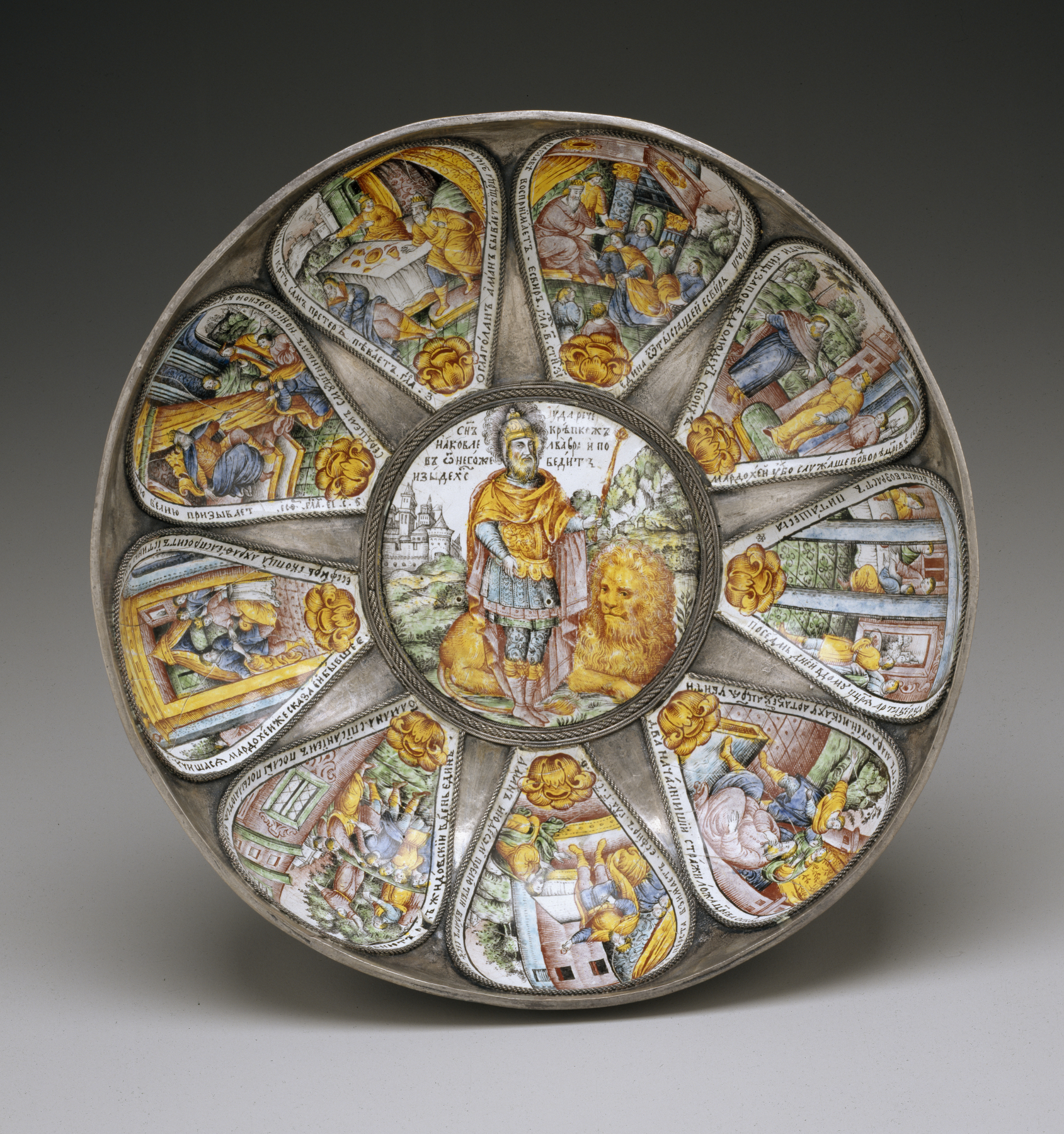
Сцены из «Библии Пискатора» c виршами Мардария Хоныкова на тарелке, расписанной неизвестным художником

В последней четверти XVII века (с 1676 года) служащий Печатного двора. Автор цикла виршей к гравюрам Библии Пискатора, написанного им в 1679 году, (этот грандиозный труд состоит из 3824 11-сложных стихотворных строк). И. Э. Грабарь в своём труде «История русского искусства» считает текст Хоныкова более «длинным и выспренным» переводом оригинальных латинских подписей к гравюрам. Некоторые исследователи считают эти вирши сочинением Симеона Полоцкого, выполнившего заказ Печатного двора.
Научная публикация труда Мардария Хоныкова началась с 1881 года и продолжалась в 1895 и 1913 годах (см. библиографию). Полностью опубликован в статье О. А. Белобровой «Вирши Мардария Хоныкова к гравюрам Библии Пискатора» // Труды Отдела древнерусской литературы. Т. 46. СПб., 1993. С. 355).